# فلیکس موآتی
فلیکس موآتی (فرانسوی: Félix Moati‎؛ زادهٔ ۲۴ مهٔ ۱۹۹۰) بازیگر، کارگردان فیلم و فیلم‌نامه‌نویس اهل فرانسه است. وی از سال ۱۹۹۶ میلادی تاکنون مشغول فعالیت بوده‌است.
از فیلم‌ها یا برنامه‌های تلویزیونی که وی در آن نقش داشته‌است، می‌توان به جایگزین‌ناپذیر، حمام بزرگ، گزارش فرانسوی، خندیدن با صدای بلند و مقاومت اشاره کرد.